# نورون رابط
پی‌یاختهٔ رابط (به انگلیسی: interneuron) عبارتست از هر یاختهٔ عصبی که حسی و حرکتی نباشد، اما یاخته‌های عصبی را در دستگاه عصبی مرکزی به یکدیگر متصل کند.
آنها گره‌های مرکزی مدارهای عصبی هستند که ارتباط بین نورون‌های حسی یا حرکتی و سیستم عصبی مرکزی (CNS) را امکان‌پذیر می‌سازند. آنها نقش حیاتی در رفلکس‌ها، نوسانات عصبی و عصب‌زایی در مغز پستانداران بالغ دارند. آنها را می‌توان به دو گروه تقسیم کرد:
- پی‌یاخته‌های رابط محلی: معمولاً در نواحی محلی مغز عمل می‌کنند.
- پی‌یاخته‌های رابط تقویتی: آکسون‌های طولانی دارند و مدارهای نورون‌ها را در یک ناحیه از مغز با سایر نواحی متصل می‌کنند.